# Jacques d'Aboville
Pour les autres membres de la famille, voir famille d'Aboville.
Jacques d'Aboville (Crach, 11 septembre 1888 - Nantes, 16 juin 1979) est un généalogiste français.

## Biographie
Il a défini un système de numérotation permettant d'identifier les descendants d'un ancêtre commun. Ce système est utilisé lorsqu'on établit une généalogie descendante.
Vers 1940, Jacques d'Aboville a mis en place une méthode de numérotation des généalogies descendantes à partir du système Henry, en le perfectionnant. La numérotation d'Aboville est un système très utilisé de nos jours, principalement en France et au Portugal. 